# Antoine Delpierre
Pour l’article homonyme, voir Delpierre.
Ne doit pas être confondu avec Antoine Joseph Delpierre.
Antoine-François, baron Delpierre (3 février 1764, Valfroicourt - 8 mai 1854, Valfroicourt), est un homme politique français.

## Biographie
Avocat, il devint administrateur du district, et fut élu, le 2 septembre 1791, député des Vosges à l'Assemblée législative. Il siégea dans les modérés de la majorité, et présenta, à la séance du 18 février 1792, un long rapport sur les troubles d'Arles.
Il se retira dans son département après la session, et, le 23 germinal au V, fut élu député des Vosges au Conseil des Cinq-cents. À la séance du 19 frimaire an VI, il prononça un discours sur les biens communaux, comme adjoint à la commission spéciale sur cet objet. Son attitude modérée lui valut d'être nommé, le 4 nivôse an VIII, membre du Tribunat ; il siégea sans éclat dans cette assemblée, devint membre de la Légion d'honneur le 25 prairial an XII, et, à la suppression du Tribunat, fut élevé aux fonctions de président de chambre à la cour des Comptes le 28 décembre 1807.
Créé chevalier le 3 juin 1808, puis baron de l'Empire le 28 avril 1813, il conserva ses fonctions sous la Restauration, et fut nommé, le 19 juillet 1815, membre de la commission chargée d'examiner les actes et les opérations sur les rentes inscrites au grand-livre, qui, au nom de la Caisse d'amortissement et de divers particuliers, avaient été engagées jusqu'à la concurrence de 5 millions. Admis à la retraite le 29 octobre 1829, il passa président honoraire à la Cour des Comptes, fut nommé, le 30 avril 1832, membre de la commission de surveillance de la caisse d'amortissement, et commandeur de la Légion d'honneur le 17 août 1832.